# Heinrich Remlinger (Generalmajor)
Heinrich Remlinger (* 19. März 1882 in Poppenweiler bei Ludwigsburg; † 5. Januar 1946 in Leningrad) war ein deutscher Generalmajor der Wehrmacht, der wegen Kriegsverbrechen in der Sowjetunion hingerichtet worden ist.

## Leben
Remlinger war Sohn eines Werkmeisters. Es war damit einer der ganz wenigen Generäle der Wehrmacht, deren Vater zur Arbeiterklasse angehörte. Er trat 1902 in ein Ulanenregiment ein, mit dem er als Wachtmeister im Ersten Weltkrieg kämpfte. 1916 erwarb er das Offizierspatent. Auch seine weiteren Einheiten waren Kavallerieregimenter erst vorwiegend in Württemberg, dann in Neustettin. Am 15. April 1936 wurde er Kommandant des Militärgefängnisses Torgau in Fort Zinna, am 10. November 1938 Kommandant des umbenannten Wehrmachtgefängnisses Torgau. Die militärische Karriere in der Reichswehr und Wehrmacht verlief glatt: seit 1919 Leutnant, seit 1921 Oberleutnant, seit 1923 Rittmeister, seit 1933 Major, seit 1936 Oberstleutnant, seit dem 1. August 1938 Oberst und am 1. Dezember 1942 zum Generalmajor befördert.
Als Kommandant des Gefängnisses galt er als überzeugter Nationalsozialist sowie besonders brutal und sadistisch im Verhalten gegen die Haftinsassen.
Am 1. Februar 1943 wurde er in die Führerreserve des OKH und bereits am 15. Februar zum Stab des Militärbefehlshabers in Frankreich versetzt. Im Mai 1943 wurde er Feldkommandant, am 21. September 1943 Standortkommandant in Pleskau, 1944 Standortkommandant in Budapest. Dort erlebte er die Endkämpfe um die Stadt in der Schlacht um Budapest als Festungskommandant und ging am 12. Februar 1945 in Budapest in sowjetische Kriegsgefangenschaft.
Im Dezember 1945 wurde gegen ihn als Ranghöchsten mit zehn weiteren Soldaten ein Prozess vor einem sowjetischen Militärgericht in Leningrad eröffnet, das ihn am 4. Januar 1946 zum Tode durch den Strang verurteilte. Einen Tag später wurde er hingerichtet. Die Anklage warf den Offizieren kollektiv auch die Beteiligung am Massaker von Katyn 1940 vor, die Stalin der deutschen Wehrmacht in die Schuhe schieben wollte, um die stalinistische Sowjetunion vor den Alliierten zu entlasten. Remlinger hatte sich 1940 dort gar nicht aufgehalten. Das Todesurteil bezog sich nicht konkret auf Katyn, sondern allgemein auf Kriegsverbrechen gegen die sowjetische Bevölkerung, wurde aber in der Berichterstattung entsprechend ausgenutzt.

## Sonstiges
Sein 1913 geborener Sohn, der Oberst Heinrich Remlinger, verstarb 1951 in einem sowjetischen Kriegsgefangenenlager in Brjanka.

## Auszeichnungen
- 1. Juni 1941 Kriegsverdienstkreuz II mit Schwertern
- 11. Dezember 1942 KVK I mit Schwertern
- 25. September 1943 Spange zum Eisernen Kreuz II

## Werke
- Hermann Harttmann: Praktische Winke für den Kompanie- (Eskadron-, Batterie-)Chef des Reichsheeres. Unter Mitwirkung von Heinrich Remlinger, Verlag Offene Worte, Charlottenburg 1925.

## Einzelbelege
1. ↑  Reinhard Stumpf: Die Wehrmacht-Elite Rang- und Herkunftsstruktur der deutschen Generale und Admirale 1933–1945. (Militärgeschichtliche Studien), Harald Boldt Verlag, Boppard am Rhein 1982, ISBN 3-7646-1815-9, S. 272.
2. ↑  Bernd Ziesemer: Ein Gefreiter gegen Hitler:  Auf der Suche nach meinem Vater. Hoffmann und Campe, 2012, ISBN 978-3-455-85030-7 (google.de).
3. ↑  Franz Kadell: Katyn: Das zweifache Trauma der Polen, Langen Mueller Herbig, 2012, S. 111 .
4. ↑  Mike Schmeitzner: Unter Ausschluss der Öffentlichkeit? Zur Verfolgung der NS-Verbrechen durch die sowjetische Sonderjustiz. In: Clemens Vollnhals, Jörg Osterloh (Hrsg.): NS-Prozesse und deutsche Öffentlichkeit: Besatzungszeit, frühe Bundesrepublik und DDR. Vandenhoeck & Ruprecht, Göttingen 2012, ISBN 978-3-647-36921-1, S. 159–161 (google.de).

| Personendaten    | Personendaten                               |
| ---------------- | ------------------------------------------- |
| NAME             | Remlinger, Heinrich                         |
| ALTERNATIVNAMEN  | Remmlinger, Heinrich                        |
| KURZBESCHREIBUNG | deutscher Generalmajor im Zweiten Weltkrieg |
| GEBURTSDATUM     | 19. März 1882                               |
| GEBURTSORT       | Poppenweiler                                |
| STERBEDATUM      | 5. Januar 1946                              |
| STERBEORT        | Leningrad                                   |